# Tombe des Chaises et des Boucliers
La tombe des Chaises et des Boucliers (en italien, Tomba degli Scudi e delle Sedie) est une tombe étrusque de la nécropole de Banditaccia à Cerveteri.

## Description
La tombe des Chaises et des Boucliers se trouve avec la Tomba dei Leoni dipinti et la Tomba dell'Argilla à l'intérieur du  Tumulus degli Scudi e delle Sedie, qui avec ses 40 m de diamètre est un des plus grands de la nécropole.
C'est une tombe a camera réalisée entre la fin du VIIe et le début du VIe siècle av. J.-C.
Le dromos d'entrée donne accès à l'atrium sur lequel s'ouvrent latéralement deux chambres et une salle rectangulaire dont le toit à forme plane comporte des poutres en relief (tombe a camera).
Six lits sculptés dans le tuf avec pieds à pilier et coussins en forme de demi-lune étaient destinées aux dépositions masculines tandis que les femmes étaient déposées dans des cercueils à sarcophage.
Quatorze boucliers sont gravés sur les parois, en particulier entre les portes des chambres d'apparat de la paroi du fond, au-dessus de fauteuils de genre crapaud, sculptés dans la roche. 
Ces sièges sont constitués d'un large tambour, à dossier évasé, accompagné d'un petit banc en repose-pieds, destinées à des statues des ancêtres en terre cuite (similaires aux supports des  canopes de Chiusi, ils seront repris plus tard - trône Corsini du IVe – IIIe siècle av. J.-C.- mais comme représentation  de type rituel plus que semblables aux meubles du temps du mort).